# روانکاوی لاکانی
روانکاوی لاکانی به مطالعه و شکل‌گیری ایده‌ها و نظریه‌های روانکاو فرانسوی ژاک لاکان گفته می‌شود. روانکاوی لاکانی که با تفسیرِ نوشته‌های فروید آغاز شد، به نظریه‌ای جدید برای روانکاوی انسان تبدیل شد و جنبشی جهانی پدیدآورد.
فردریک جیمسون معتقد است «کار لاکان باید با پیش‌فرض‌گرفتنِ کل محتوای فرویدیسم کلاسیک خوانده شود، در غیر این صورت یک فلسفه یا نظام فکری جدید خواهد بود».
روانکاوی لاکانی با تفسیر مجدد فلسفی / زبانی از آموزه‌های اصلی فروید آغاز شد. این‌که بعداً خودش تا چه اندازه به یک مجموعهٔ فکریِ مستقل تبدیل شد، موضوع بحث و بررسی بوده و هست. خود لاکان به پیروان خود می‌گوید «به خودتان بستگی دارد که اگر بخواهید لاکانی باشید. من یک فرویدی هستم».